# Калуга и космос
«Калуга и космос» — советская и российская ежемесячная научно-популярная радиопрограмма, посвящённая космической отрасли в стране и мире. Является старейшей в России передачей на космическую тематику.

## История
Первый выпуск состоялся на областном радио в октябре 1970 года. Выходит в эфир в первую субботу месяца с 11:20. В настоящее время выпускается ГТРК Калуга  совместно с Государственным музеем истории космонавтики имени К.Э. Циолковского.
Основными темами, затрагиваемыми в каждом выпуске, являются история космонавтики,  современное состояние отрасли и перспективы её развития. Особое место уделяется отечественной космонавтике.

## Ведущие разных лет
- Николай Семёнов
- Владимир Евдокимов
- Рудольф Панфёров
- Вячеслав Бучарский
- Ирина Суходольская
- Надежда Максимовская[3]
- Алексей Костин (внук Константина Циолковского[4])
- Алексей Соколов
- Наталья Головатюк[5]
- Алексей Зинченко — консультант и научный редактор[6]